# بيرت كوك (لاعب كرة سلة)
بيرت كوك (26 أبريل 1929 في الولايات المتحدة - 24 نوفمبر 1998 في الولايات المتحدة) (بالإنجليزية: Bert Cook)‏ هو لاعب كرة سلة أمريكي في مركز مدافع مسدد الهدف. لعب مع نيويورك نيكس.

## وصلات خارجية
- بيرتن كوك على موقع إن بي أي (الإنجليزية)
- بيرتن كوك على موقع سبورتس رفرنس (الإنجليزية)
- بيرتن كوك على موقع كلية كرة السلة في سبورتس رفرنس.كوم (الإنجليزية)
- بيرتن كوك على موقع ريلجم (الإنجليزية)
- بيرتن كوك على موقع بروبوليرز (الإنجليزية)